# Bethleem Farm East Cemetery
Bethleem Farm East Cemetery is een Britse militaire begraafplaats met gesneuvelden uit de Eerste Wereldoorlog, gelegen in de Belgische gemeente Mesen. De begraafplaats ligt in het veld op 1 km ten zuidoosten van het centrum van Mesen en is vanaf de Rijselstraat bereikbaar langs een pad van ca. 275 m. Het terrein heeft een L-vormig grondplan met een oppervlakte van 340 m² en wordt begrensd door een bakstenen muur. Het Cross of Sacrifice staat in de zuidelijke hoek. De begraafplaats werd ontworpen door George Goldsmith en wordt onderhouden door de Commonwealth War Graves Commission. 
Er liggen 43 Australische doden begraven (waaronder 8 niet geïdentificeerde) en 1 uit het Verenigd Koninkrijk.
400 m zuidwestelijker bevindt zich de Bethleem Farm West Cemetery.

## Geschiedenis
De begraafplaats ligt iets ten noordoosten van de "Betlehem hoeve" en werd aangelegd door Australische eenheden, nadat de 3de Australische divisie de boerderij op 7 juni 1917 kon veroveren (tijdens de Tweede Slag om Mesen). Bethleem Farm East Cemetery is de kleinste Britse militaire begraafplaats. Ze bleef in gebruik tot september 1917. De meeste slachtoffers vielen tussen 8 en 10 juni 1917. Voor de Australische soldaat Maurice Surrey Dane werd een Special Memorial opgericht omdat zijn graf niet meer gelokaliseerd kon worden en men neemt aan dat hij onder een naamloze grafzerk ligt. Op de nabijgelegen Betlehem hoeve verbleef Adolf Hitler tussen december 1914 en februari 1915. Hij maakte toen een waterverfschilderij van de ruïnes van de Sint-Niklaaskerk van Mesen.
Deze begraafplaats werd in 2009 als monument beschermd.

### Alias
- soldaat Maurice Surrey Dane diende onder het alias Robert Edward Sanders bij de Australian Infantry, A.I.F..